# Proacidalia clara
Proacidalia clara är en fjärilsart som beskrevs av Blanchard 1844. Proacidalia clara ingår i släktet Proacidalia och familjen praktfjärilar. Inga underarter finns listade i Catalogue of Life.